# تشارلي سبراغ
تشارلي سبراغ (بالإنجليزية: Charlie Sprague)‏ هو لاعب كرة قاعدة أمريكي، ولد في 10 أكتوبر 1864 في كليفلاند في الولايات المتحدة، وتوفي في 31 ديسمبر 1912 في دي موين في الولايات المتحدة.

## وصلات خارجية
- تشارلي سبراغ على موقعبيزبول رفرنس.كوم (الدوري الرئيسي) (الإنجليزية)
- تشارلي سبراغ على موقعبيزبول رفرنس.كوم (الدوري الثانوي) (الإنجليزية)